# Милан Братов
Милан Братов е български лекар, работил в Македония в края на XIX и началото на XX век.

## Биография
Роден е през 1869 година в Ески Заара. Завършва медицина в Нанси (Франция) през 1898 година и още в края на същата година след полагане на колоквиум в Цариград е назначен за лекар във Воден със субсидия от българското външно министерство, за да „лекува и облекчава участта на българското население...“. Там бързо си спечелва добро име сред хората. Печели и благоволението на местната турска власт, която му прави предложение да бъде назначен за градски лекар (на турска служба), но той отказва поради невладеене на турски език.
При лекарската си практика във Воден д-р Братов усеща силно липсата на българска аптека и аптекар и поставя въпроса за назначаването на дипломиран фармацевт пред българското министерство. Липсата го кара да отвори своя частна аптека, като дава безплатно лекарства на ученици и бедни български семейства, снабдени с удостоверение от българската община в града.
Предпочитанието на градската турската власт към него поражда завистта на гръцките лекари, които го наклеветват, че е изпратен в града от Македонския революционен комитет. След една визита в близкото село Владово той е привикан и разпитан от каймакамина; забранено му е да напуска града без разрешение освен за лечение на турски пациенти. Изпаднал в немилост, той моли за увеличение на заплатата, изтъквайки, че работи в много трудни условия, дори с риск за живота си. Екзарх Йосиф също пише до министъра, подчертавайки симпатията и доверието на местното население в него, но въпросът не се урежда. Въпреки това д-р Братов след дълъг отпуск в България през лятото на 1901 година се завръща във Воден на 11 юли. По всичко изглежда, че не е могъл да остане повече там; той подава молба и напуска от 1 октомври. От своя страна Министерството на войната пише още през юли до Министерството на външните работи, че той има сериозни причини да не се завръща в Македония и че ще направи необходимото неизкарването на целия срок на субсидиран лекар да не бъде считано за нарушение, както и че няма да бъде търсен за отбиване на военната служба.
В България Милан Братов е назначен за лекар в Кюстендил (1902 г.), в Цариброд (1904 г.) и в Ески Джумая (1906 г.). След това се връща в родния си град Стара Загора и работи като лекар в БДЖ.
През Балканската война е санитарен капитан и участва в превземането на Одринската крепост.
Умира в София, 1934 година.